# Вулиця Корзо
Корзо (італ. corso, корсо) — центральна та найбагатолюдніша пішохідна вулиця Ужгорода, розташована в історичному центрі міста. Перехрестя вулиць Корзо та Волошина, так званий «Хрест» — улюблене місце зустрічей мешканців міста та туристів. Вздовж вулиці безліч кафе та цікавих крамниць, часто тут можна зустріти вуличних музикантів. Вулиця буквально всіяна колоритними внутрішніми двориками.

## Назва
У перекладі з італійської назва «Корсо» (італ. corso) означає «вулиця, де прогулюються» або «місце для прогулянок». Цю назву вона отримала ще коли майже чотири століття містом володіли італійські графи Другети. Також ця вулиця мала назви Мостова, Великомостова, Рашина (міністр фінансів Чехословаччини),  Ф. Казінці (угорський письменник і педагог), у радянські часи — Суворова.

## Архітектура та пам’ятники
Архітектура вулиці сформувалася наприкінці ХІХ — на початку ХХ століть. Частина будинків збудована у чехословацький період (1920—1939). 

### Магазин «Золотий Ключик»
Колишній магазин «Золотий Ключик» — нині магазин (Корзо, № 19/вул. Волошина, № 5). 

### «Білий корабель»

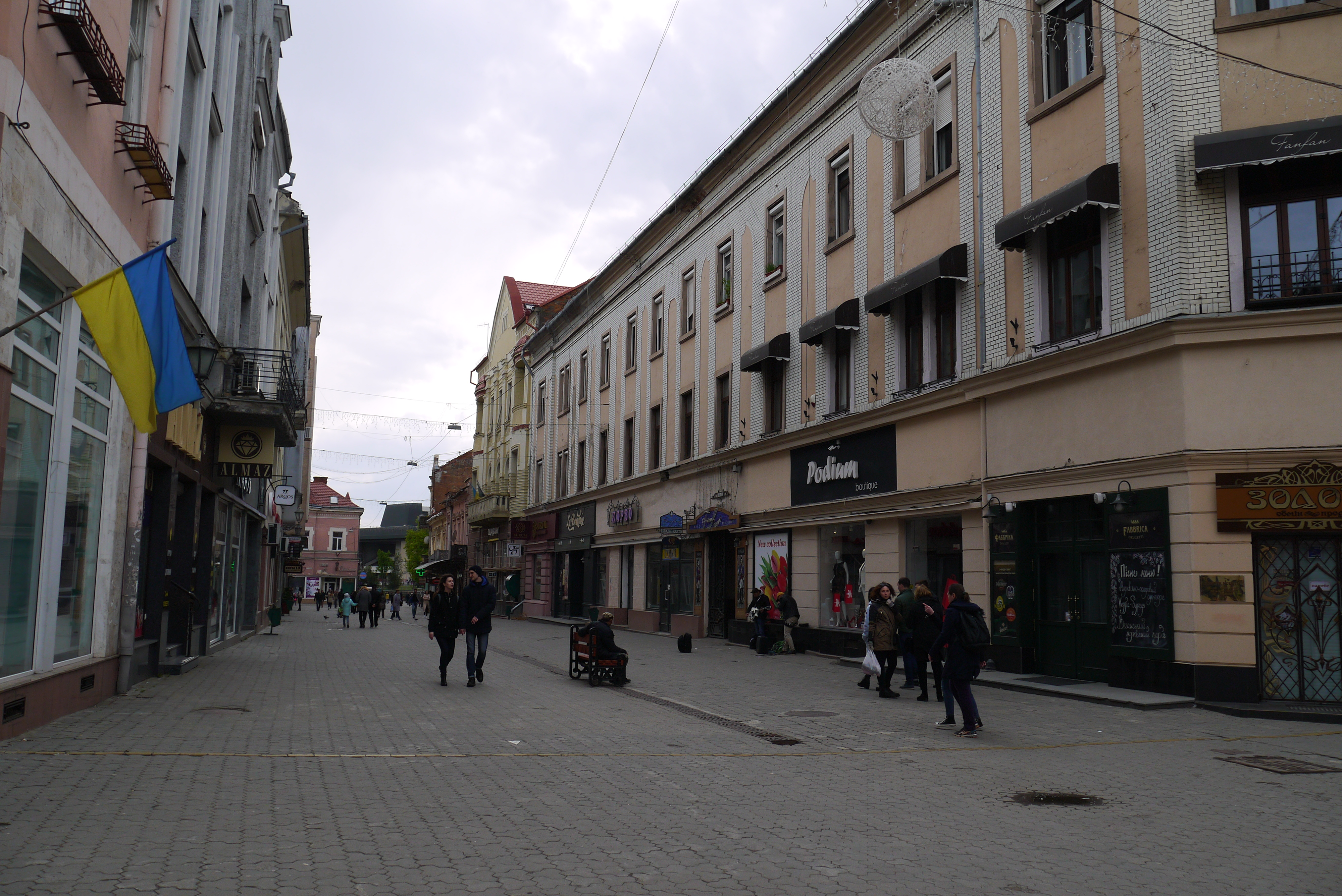
«Білий корабель»

Непримітний на перший погляд будинок на перехресті вулиць Корзо та Волошина у минулому мав назву «Білий корабель», яку він успадкував від казенної корчми, яка знаходилась тут до 1902 року. 1909 року будівля згоріла, проте згодом була відбудована. Нині тут житловий будинок з магазинами та кав'ярнями на першому поверсі.

### Ліхтарник дядя Коля

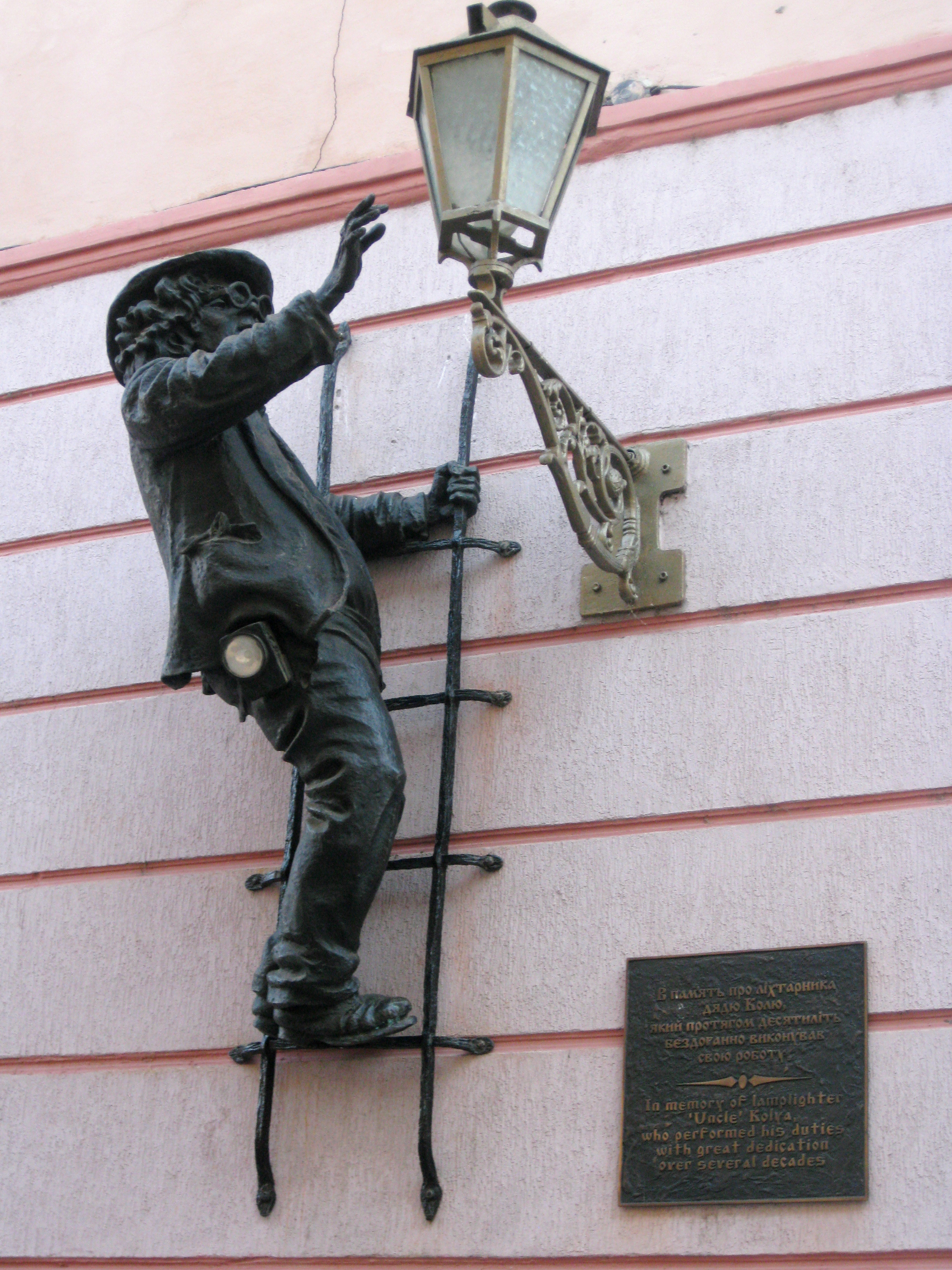
Пам'ятник ліхтарнику дяді Колі

На перехресті вулиць Корзо і А. Волошина, на будинку № 20 на драбині біля ліхтаря, зосереджений, в окулярах і капелюсі запалює ліхтар дядя Коля. Він є однією з візитівок Ужгорода, оберегом його центральних вулиць, доглядачем ліхтарів, що вмикаються тепер автоматично і добрим другом ужгородців. Бронзовий ліхтарник встановлений 2010 року скульптором Михайлом Колодко, присвячений реальному жителю міста, дяді Колі, який протягом 40 років вмикав старі ужгородські електричні ліхтарі.

### «Глобус Ужгорода»

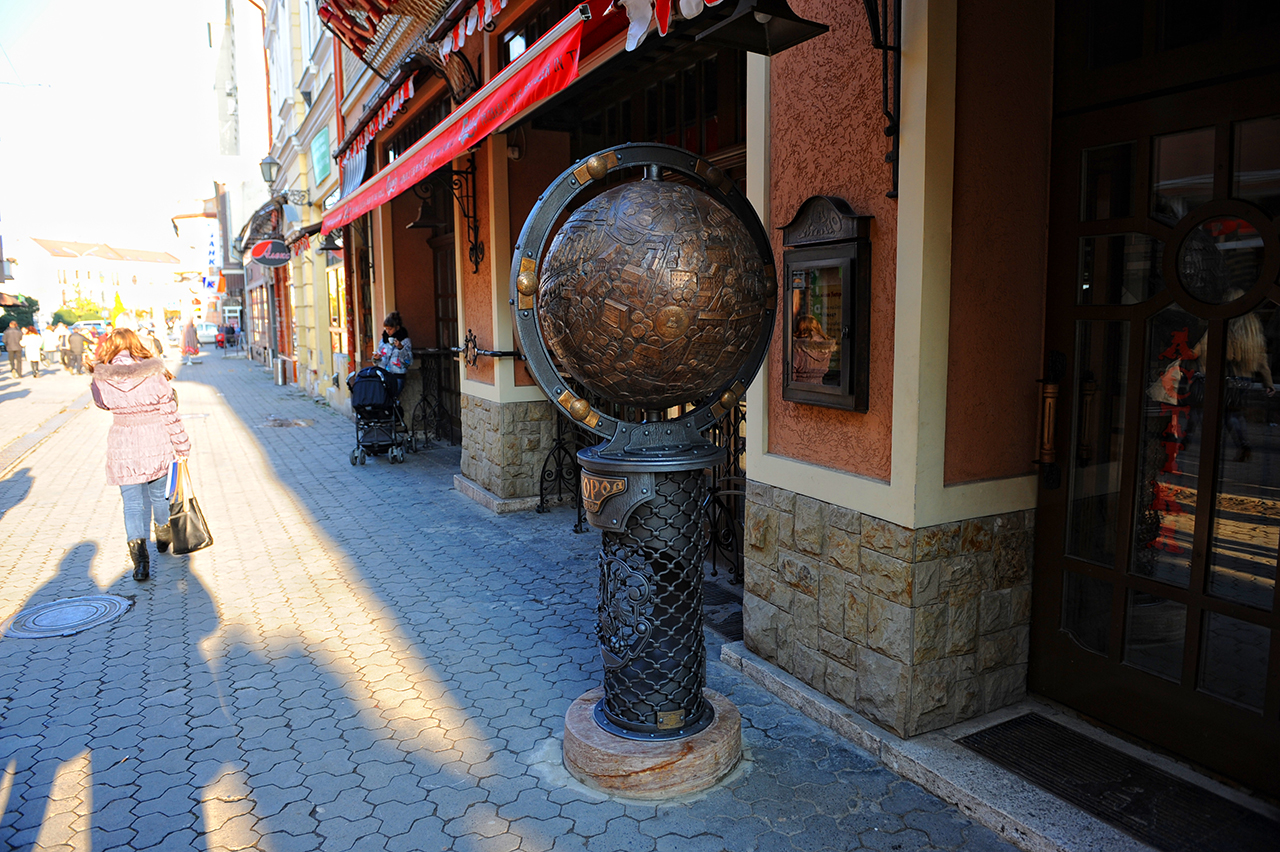
Пам’ятник «Глобус Ужгорода»

Пам’ятник «Глобус Ужгорода» розташований перед кафе «Астіка» (вул. Корзо, 22). На кованій кулі відлито мінімізовані рельєфні зображення давніх вулиць і будівель міста, а також історичних пам’яток Ужгорода. Автор і виконавець такої окраси міста — скульптор-архітектор Олексій Шамшура. Створили глобус умільці ковальської майстерні «Безик-майстер». 2012 рік встановлення Глобусу.

## Як дістатися
Як дістатися: від зупинки «Автовокзал» до Поштової площі курсують маршрутки № 5, 9. До вул. Корзо можна дістатися пішки (150-200 метрів) від вокзалу через вул. Одеську—Мукачівську—пл. Петефі—наб. Незалежності.